# Rudolf Schoeller
Rudolf Schoeller va ser un pilot de curses automobilístiques suís que va arribar a disputar curses de Fórmula 1.
Rudolf Schoeller va néixer el 27 d'abril del 1902 a Düren, Alemanya i va morir el 7 de març del 1978 a Grabs, Suïssa.

## A la F1
Va debutar a la tercera temporada de la història del campionat del món de la Fórmula 1, la corresponent a l'any 1952, disputant el 3 d'agost el GP d'Alemanya, que era la sisena prova del campionat.
Rudolf Schoeller va arribar a participar en una única cursa puntuable pel campionat de Fórmula 1 formant part de la Ecurie Espandon, equip format pels pilots suïssos per disputar la F1.

## Resultats a la Fórmula 1
| Any  | Equip          | Xassís  | Motor   | 1   | 2   | 3   | 4   | 5   | 6       | 7   | 8   | Posició | Punts |
| ---- | -------------- | ------- | ------- | --- | --- | --- | --- | --- | ------- | --- | --- | ------- | ----- |
| 1952 | Ecurie Espadon | Ferrari | Ferrari | SUI | 500 | BEL | FRA | GBR | ALE Ret | HOL | ITA | -       | 0     |

### Resum
| Curses: | Victòries: | Pòdiums: | Poles: | Voltes ràpides: | Punts: |
| ------- | ---------- | -------- | ------ | --------------- | ------ |
| 1       | 0          | 0        | 0      | 0               | 0      |